# Schlitzwandgreifer

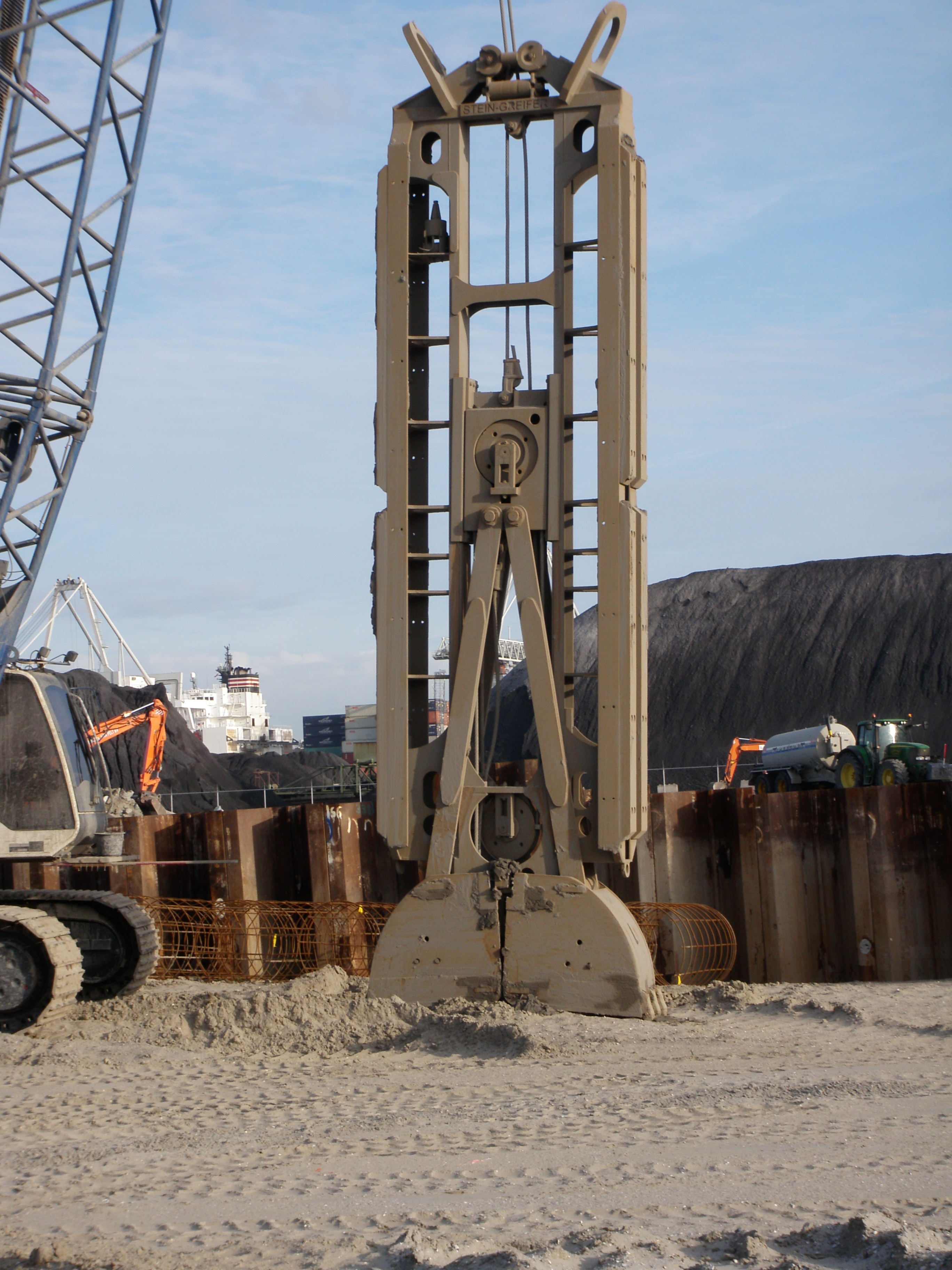
Mechanischer Schlitzwandgreifer

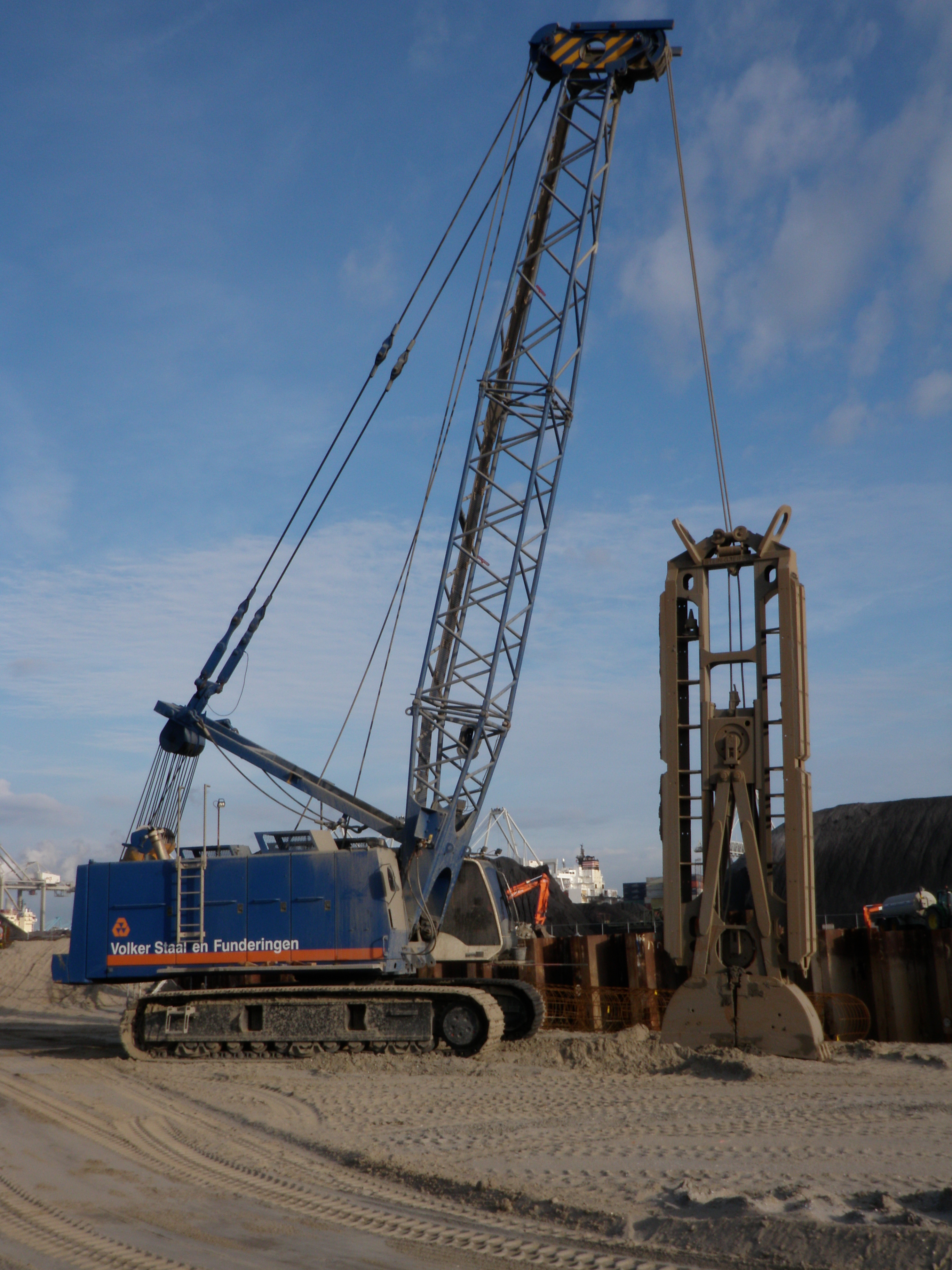
Raupenkran mit Schlitzwandgreifer

Ein Schlitzwandgreifer ist ein Zweischalengreifer zum tiefen Ausheben von Schlitzwänden. Der Greifer wird dabei von einem Raupenkran oder Seilbagger geführt. Es kommen vorzugsweise mechanische oder hydraulische Schlitzwandgreifer zum Einsatz.
Der mechanische Schlitzwandgreifer schaufelt die zu fördernde Erde mittels seines Eigengewichts und den Zugseilen in die beiden sich schließenden Löffel. Der hydraulische Schlitzwandgreifer presst die beiden Löffel mittels hydraulischer Druckzylinder zusammen.
Die Maulweiten sind im Allgemeinen in den Größen 2300 mm bis 4200 mm und den Breiten 400 mm bis 1500 mm verfügbar.